# Control social

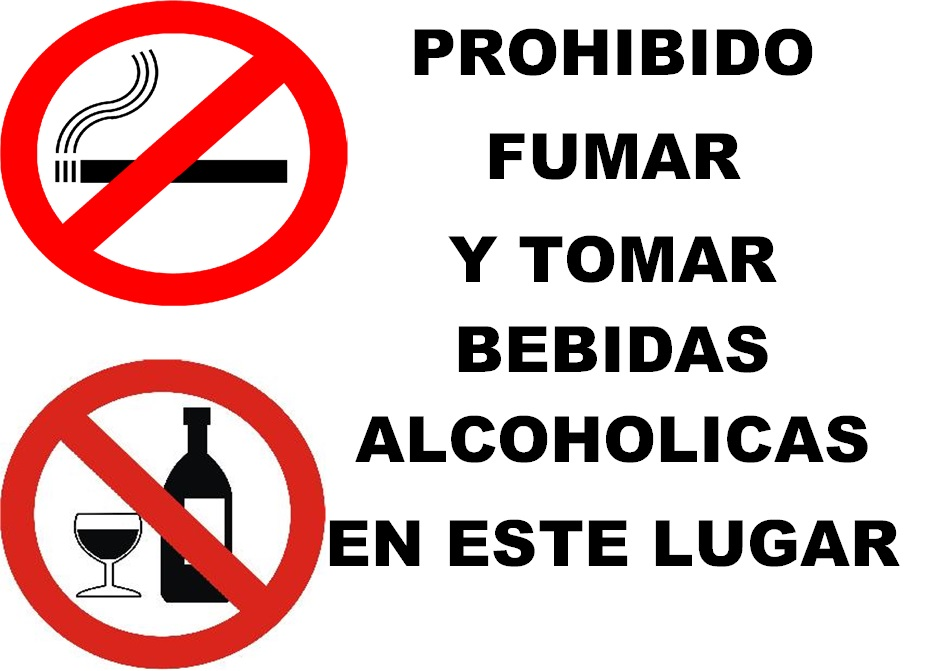
Señales de advertencia de actividades prohibidas; un ejemplo de control social.

El control social es el conjunto de prácticas, actitudes y valores destinados a mantener el orden establecido en las sociedades. Aunque a veces el control social se realiza por medios coactivos o violentos, el control social también incluye formas no específicamente coactivas, como los prejuicios, los valores y las creencias.
Entre los medios de control social están las normas sociales, las instituciones, la religión, las leyes, las jerarquías, los medios de represión, el adoctrinamiento (los medios de comunicación y la propaganda), los comportamientos generalmente aceptados, y los usos y costumbres (sistema informal, que puede incluir prejuicios) y leyes (sistema formal, que incluye sanciones).
Si partimos de la existencia de un derecho figura como es lógico, una división fundamental de la conducta (jurídicamente relevante) en lícita e ilícita, podrá admitir con seguridad que el fin del derecho (en un sentido abstracto) sea el de aumentar al máximo las conductas lícitas, deseadas; y disminuir las ilícitas, las indeseadas; por otra parte, en relación con ambos tipos de conducta, el derecho puede actuar a "priori" o "posteriori", es decir puede adelantarse o esperar a que se produzcan esas conductas. En resumidas palabras, el derecho puede, teóricamente, operar de cuatro maneras: previniendo, reprimiendo, promocionando y premiando la conducta.

## Introducción
El control social aparece en todas las sociedades como un medio de fortalecimiento y supervivencia del grupo y sus normas. Las normas menores y las leyes son las que conforman los grupos. La implantación de una moral social (por las influencias sociales que genera) y la crítica liberal como autodefensa y como interpretación de sucesos e intereses, es el camino hacia el cambio social. Actúa sobre la desviación social (leyes) y anomia (normas).
La cognición social o perspectiva del comportamiento desviado de forma correcta —cierta—, tiene un esquema de estereotipos y juicios de valor en su versión no científica, y es posible y habitual como conocimiento científico —profesional—; es de hecho imposible una sociedad sin normas (Estado de derecho) y la cuestión es su precisa naturaleza y los mecanismos para el caso, sin cargar con más problemas adicionales, solamente el bien común con una normativa funcional para el orden social. Como el control es importante, a su vez tiene que haber control sobre los controladores con un consenso en la normativa para un equilibrio de poderes y controles, que no sea represivo en su actitud.
El control social persuasivo para el logro de la conformidad funciona principalmente con ideas y valores, que se traducen en actitudes respetuosas de las normas. Se tiende a una moral libre, opcional, personalizada, menos reglas y con menos control.

## Historia del término
El término "control social" fue introducido por primera vez en la sociología por Albion Woodbury Small y George Edgar Vincent en 1894; sin embargo, en ese momento, los sociólogos solo mostraron un interés esporádico en el tema.
Algunos filósofos sociales han desempeñado un papel en el desarrollo del control social como Thomas Hobbes en su obra Leviatán que analiza el orden social y cómo el Estado ejerce esto usando el poder civil y militar; así como De los delitos y las penas de Cesare Beccaria que argumenta que las personas evitarán el comportamiento delictivo si sus actos resultan en un castigo más severo, afirmando que los cambios en el castigo actuarán como una forma de control social. El sociólogo Émile Durkheim también exploró el control social en la obra La división del trabajo social y analiza la paradoja de la desviación, afirmando que el control social es lo que nos hace cumplir las leyes en primer lugar.
La sociedad utiliza ciertas sanciones para hacer cumplir un estándar de comportamiento que se considera socialmente aceptable. Los individuos y las instituciones utilizan el control social para establecer normas y reglas sociales, que pueden ejercer los compañeros o amigos, la familia, las organizaciones estatales y religiosas, las escuelas y el lugar de trabajo. El objetivo del control social es mantener el orden en la sociedad y garantizar la conformidad de aquellos que se consideran desviados o indeseables en la sociedad.
Los sociólogos identifican dos formas básicas de control social:
1. Medios informales de control – Internalización de normas y valores por un proceso conocido como socialización, que es "el proceso por el cual un individuo, nacido con potencialidades conductuales de un rango enormemente amplio, es llevado a desarrollar un comportamiento real que está confinado al rango más estrecho de lo que es aceptable para él por las normas de grupo".[11]
2. Medios formales de control social - Sanciones externas impuestas por el gobierno para evitar el establecimiento de caos o anomia en la sociedad. Algunos teóricos, como Émile Durkheim, se refieren a esta forma de control como regulación.

Como se definió brevemente anteriormente, los medios para imponer el control social pueden ser informales o formales. El sociólogo Edward A. Ross argumenta que los sistemas de creencias ejercen un mayor control sobre el comportamiento humano que las leyes impuestas por el gobierno, sin importar la forma que tomen las creencias.
El control social es considerado uno de los fundamentos del orden dentro de la sociedad.

## Control informal

### Valores sociales
Los valores sociales son el resultado de la interiorización por parte de un individuo de ciertas normas y valores. Los valores sociales presentes en los individuos son producto del control social informal, ejercido implícitamente por una sociedad a través de costumbres, normas y costumbres particulares. Los individuos interiorizan los valores de su sociedad, sean conscientes o no del adoctrinamiento. La sociedad tradicional se basa principalmente en el control social informal integrado en su cultura consuetudinaria para socializar a sus miembros. La interiorización de estos valores y normas se conoce como un proceso llamado socialización. 
El sociólogo Edward A. Ross sostiene que los sistemas de creencias ejercen un mayor control sobre el comportamiento humano que las leyes impuestas por el gobierno, independientemente de la forma que adopten las creencias.

### Sanciones
Las sanciones informales pueden incluir vergüenza, ridículo, sarcasmo, crítica y desaprobación, que pueden hacer que un individuo se aleje de las normas sociales de la sociedad. En casos extremos, las sanciones pueden incluir la discriminación social y la exclusión. El control social informal suele tener más efecto sobre los individuos porque los valores sociales se internalizan, convirtiéndose así en un aspecto de la personalidad del individuo.

### Recompensa y castigo
Los controles informales recompensan o castigan el comportamiento aceptable o inaceptable (es decir, desviación) y varían de individuo a individuo, de grupo a grupo y de sociedad a sociedad. Por ejemplo, en una reunión del Instituto de la Mujer, una mirada de desaprobación puede transmitir el mensaje de que es inapropiado flirtear con el ministro. En una banda criminal, en cambio, se aplica una sanción más fuerte en el caso de que alguien amenace con informar a la policía de una actividad ilegal.

El control social mediante el uso de recompensas se conoce como refuerzo positivo. En la sociedad y las leyes y reglamentos aplicados por el gobierno tienden a centrarse en el castigo o la aplicación de sanciones negativas para actuar como un elemento de disuasión como medio de control social.

### El sesgo teórico en los medios de comunicación modernos
Teóricos como Noam Chomsky han argumentado que el sesgo sistémico existe en los medios de comunicación modernos.

Las industrias del marketing, la publicidad y las relaciones públicas han utilizado la comunicación de masas para favorecer los intereses de determinadas élites políticas y empresariales. Poderosos grupos de presión ideológicos, económicos y religiosos han utilizado a menudo los sistemas escolares y las comunicaciones electrónicas centralizadas para influir en la opinión pública.

## Medios de control social

### Medios informales
Las medidas informales son aquellas que no están institucionalizadas, como por ejemplo, los medios de comunicación, la educación o las normas morales, las cuales no tienen una formalización a través de normas o leyes escritas.
Son más importantes que los formales porque transmiten hábitos, normas y valores determinados. La instancia policial es un ejemplo: es un mecanismo de control social informal que se deriva del Estado. Se inició tras la Revolución francesa controlando a nivel legislativo. Sus competencias garantizan el poder desmesurado del Estado, pero es una instancia estatal con capacidad de castigo y represión contra el ciudadano puesto que los que controlan o tienen poder someten al resto.
Su función principal es el mantenimiento de leyes y del orden público. A partir de los años 1980, aparece la seguridad ciudadana. Como hecho político, se añade una función de vigilancia (represor contra las incidencias) que desemboca en el Estado intervencionista. Se vincula a la transformación urbana de las ciudades (las grandes avenidas permiten el paso del ejército con los caballos).
A esta función de represión se le añade la salvaguarda: prevención en primer lugar y función asistencial de la población. La paradoja fundamental de la policía es que simultáneamente es preventiva y represora, ya que «el policía que está para ayudar también te puede detener».

### Medios formales
Las medidas formales de control social son las que se implementan a través de estatutos, leyes y regulaciones contra las conductas no deseadas. Dichas medidas son respaldadas por el gobierno y otras instituciones por medios explícitamente coactivos, que van desde las sanciones hasta el encarcelamiento o el confinamiento. En los estados de derecho los objetivos y mecanismos de control social están recogidos en la legislación explícita.

### Regulación del control social
Para lograr el éxito del control social este debe ser regulado en relación de toda la sociedad y deben existir agencias de control social que puedan ordenarlo, evitando la marginación como fenómeno social, la estabilidad social se pone en peligro cuando las agencias pierden poder.